# Provincia de Nakhon Sawan
Nakhon Sawan (en tailandés: นครสวรรค์) es una de las setenta y seis provincias que conforman la organización territorial del Reino de Tailandia.

## Geografía
Los ríos Ping y Nan se unen cerca de la ciudad de Nakhon Sawan para formar el río Chao Phraya. El parque nacional Mae Wong localizado en la frontera con la provincia de Khamphaeng Phet fue creado en 1987 para preservar la flora y la fauna de este sitio.
Bueng Boraphet es el mayor pantano de agua dulce en Tailandia, en total abarca 212 km². El pantano está situado al este de la ciudad de Nakhon Sawan y se extiende a los distritos Tha Tako y Chum Saeng. Durante los meses de invierno, muchas aves acuáticas migran a otras partes. En algunos sectores de los pantanos está prohibida la caza.

## Divisiones Administrativas

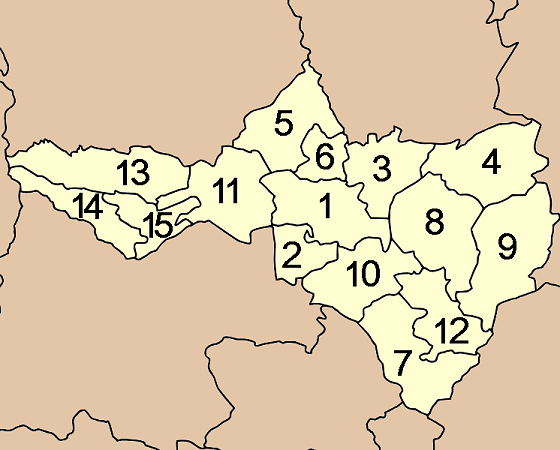
Distritos de la provincia.

Esta provincia tailandesa se encuentra subdividida en una cantidad de distritos (amphoe) que aparecen numerados a continuación:
- 1. Mueang Nakhon Sawan
- 2. Krok Phra
- 3. Chum Saeng
- 4. Nong Bua
- 5. Banphot Phisai
- 6. Kao Liao
- 7. Takhli
- 8. Tha Tako
- 9. Phaisali
- 10. Phayuha Khiri
- 11. Lat Yao
- 12. Tak Fa
- 13. Mae Wong
- 14. Mae Poen
- 15. Chum Ta Bong

## Demografía
La provincia abarca una extensión de territorio que ocupa una superficie de unos 9.597,7 kilómetros cuadrados, y posee una población de 1.090.379 personas (según las cifras del censo realizado en el año 2000). Si se consideran los datos anteriores se puede deducir que la densidad poblacional de esta división administrativa es de ciento catorce habitantes por kilómetro cuadrado.